# Llewelyn Davies
Llewelyn Crichton Davies (Bala, 1898 – 1918. március 16.) walesi származású brit katona, pilóta. Az első világháború idején először a  szárazföldi erőknél szolgált, majd a légierő kötelékéhez csatlakozott, ahol öt győzelmével az ászpilóták soraiba emelkedett.

## Élete

### Ifjúkora
Davies 1898. negyedik negyedévében született a walesi Bala településen, Merionethshire megyében. Szülei Henry és Anna Davies Crichton voltak. A Denbighshire található Llanrwst városában lakott.

### Katonai karrierje
Daviest az első világháború kitörése után, 1915-ben besorozták a Brit Hadseregbe és a Skót Lövészeknél teljesített szolgálatot. A háború második felében a légierőhöz jelentkezett és 1917-től vállalt aktív szolgálatot, először a 22. brit repülőszázad kötelékében mint megfigyelő. A győzelmei során mindig a kanadai Carleton Clementtel repült együtt. Clament volt a pilóta, Davies pedig a megfigyelő. Davies a géppel az első győzelmét 1917. április 6-án, reggel nyolc órakor St. Quentin felett, más pilótákkal közösen érte el. Második győzelmét két nappal később aratta egy ugyanolyan típusú géppel szemben szintén más repülősökkel közösen. Harmadik és a negyedik győzelmére is a pilótájával 1917. június 5-én tett szert két Albatros D.V típusú német géppel szemben. Ötödik győzelmét Clementtel 1917. július 29-én aratták le Tortequesne városa felett. Nem sokkal ezután Davies elkerült a 22. légi századtól, ezek után nem ért el több győzelmet.
A háború további szakaszában szolgált még az 54. brit repülőszázadban, és a 105. brit repülőszázadban. 1918. március 16-án halt meg, egy légi balesetben szerzett sérülései következtében. Szolgálata során két típusú géppel aratott győzelmeket (mint megfigyelő), a F.E.2b típussal és a Bristol F.2b típussal. A győzelmeknél mindig Carleton Clement volt pilótája. Davies szolgálata során megkapta a Brit Hadikeresztet (Military Cross).

### Légi győzelmei
| Sorszám | Dátum            | Egység                | Repülőgép    | Ellenfél       |
| ------- | ---------------- | --------------------- | ------------ | -------------- |
| 1       | 1917. április 6. | 22. brit repülőszázad | F.E.2b       | Albatros D.III |
| 2       | 1917. április 8. | 22. brit repülőszázad | F.E.2b       | Albatros D.III |
| 3       | 1917. június 5.  | 22. brit repülőszázad | F.E.2b       | Albatros D.V   |
| 4       | 1917. június 5.  | 22. brit repülőszázad | F.E.2b       | Albatros D.V   |
| 5       | 1917. július 29. | 22. brit repülőszázad | Bristol F.2b | Kétüléses      |